# Nazionale maschile under 18 di pallacanestro di Taipei cinese
La nazionale di pallacanestro taiwanese Under-18 è una selezione giovanile della nazionale taiwanese di pallacanestro, ed è rappresentata dai migliori giocatori di nazionalità taiwanese di età non superiore ai 18 anni.
Partecipa a tutte le manifestazioni internazionali giovanili di pallacanestro per nazioni gestite dalla FIBA.

## Partecipazioni

### FIBA AsiaBasket Under-18
- 1970 - 4°
- 1972 -  2°
- 1974 -  3°
- 1986 -  3°
- 1989 -  2°

- 1990 - 7°
- 1992 - 5°
- 1995 - 5°
- 1996 - 5°
- 1998 - 4°

- 2000 -  3°
- 2002 - 6°
- 2004 - 5°
- 2006 - 4°
- 2008 - 9°

- 2010 -  3°
- 2012 - 5°
- 2014 - 4°
- 2016 - 6°
- 2018 - 9°

- 2022 - 7°